# Titularbistum Cusae
Das Bistum Cusae (ital.: Diocesi di Cuse, lat. Dioecesis Cusiensis) ist ein Titularbistum der römisch-katholischen Kirche.
Es geht zurück auf einen untergegangenen Bischofssitz in der antiken Stadt Cusae, die in der Spätantike in der römischen Provinz Thebais lag. Der Bischofssitz gehörte der Kirchenprovinz Antinoë an.
| Titularbischöfe von Cusae |                                    |                                                                   |                   |                    |
| Nr.                       | Name                               | Amt                                                               | von               | bis                |
| 1                         | Vincent-François-Joseph Sage MEP   | Apostolischer Koadjutorvikar der Süd-Mandschurei (Republik China) | 20. Juli 1914     | 20. September 1917 |
| 2                         | Romuald Jałbrzykowski              | Weihbischof in Sejny/Augustów/Sejna (Polen)                       | 29. Juli 1918     | 14. Dezember 1925  |
| 3                         | Jean-Baptiste-Etienne-Honoré Penon | emeritierter Bischof von Moulins (Frankreich)                     | 21. Juni 1926     | 7. September 1929  |
| 4                         | Tommaso Berutti SJ                 | Apostolischer Vikar von Pengpu (China)                            | 19. Dezember 1929 | 21. Januar 1975    |
| 5                         | Joseph Anthony Ferrario            | Weihbischof in Honolulu (USA)                                     | 8. November 1977  | 13. Mai 1982       |